# Milhac-de-Nontron
Milhac-de-Nontron – miejscowość i gmina we Francji, w regionie Nowa Akwitania, w departamencie Dordogne.
Według danych na rok 1990 gminę zamieszkiwały 573 osoby, a gęstość zaludnienia wynosiła 16 osób/km² (wśród 2290 gmin Akwitanii Milhac-de-Nontron plasuje się na 662. miejscu pod względem liczby ludności, natomiast pod względem powierzchni na miejscu 211.).